# バウク・モレマ
バウク・モレマ（Bauke Mollema、1986年11月26日 - ）は、オランダ、フローニンゲン出身の自転車競技（ロードレース）選手。「バウケ・モレマ」とも表記される。

## 経歴
2007年、若手の登竜門、ツール・ド・ラヴニールにて優勝。
2008年、ラボバンクのトップチームに昇格しプロ転向。
2011年、ブエルタ・ア・エスパーニャでは最終ステージでホアキン・ロドリゲスを逆転してポイント賞獲得。
2015年、トレック・ファクトリーレーシングに移籍した。これはモレマにとって下部組織時代から所属したラボバンクとその後継チームから初の移籍となった。

## 主な戦績

### 2007年
- シルクイト・モンタニェス　総合優勝
- ツール・ド・ラヴニール　総合優勝

### 2008年
- ドイツ・ツアー　総合7位

### 2010年
- ブエルタ・ア・アンダルシア　総合5位
- ジロ・デ・イタリア　初出場、総合12位
- ツール・ド・ポローニュ　総合3位（区間1勝＝第6）

### 2011年
- パリ〜ニース　総合9位
- カタルーニャ一周　総合10位
- ツール・ド・スイス　総合5位
- ブエルタ・ア・エスパーニャ　 ポイント賞、総合4位、複合賞部門 3位

### 2012年
- バスク一周　総合3位
- アムステルゴールドレース　10位
- フレッシュ・ワロンヌ　7位
- リエージュ〜バストーニュ〜リエージュ　6位
- クラシカ・サンセバスティアン　5位
- ジロ・ディ・ロンバルディア　7位
- UCIワールドツアー　総合18位

### 2013年
- アムステルゴールドレース　10位
- フレッシュ・ワロンヌ　9位
- ツール・ド・スイス　総合2位、区間1勝(第2)
- ツール・ド・フランス　総合6位
- ブエルタ・ア・エスパーニャ　区間優勝(第17ステージ)

### 2014年
- ツアー・オブ・ノルウェー　総合3位、区間優勝　（第4ステージ）
- ツール・ド・スイス　総合3位
- ツール・ド・フランス 総合10位
- クラシカ・サンセバスティアン　2位

### 2015年
- ブエルタ・シクリスタ・ムルシア　2位

- ティレーノ・アドリアティコ　総合2位
- ツール・ド・フランス　総合7位
- ツアー・オブ・アルバータ　総合優勝、区間優勝　（第1ステージ・個人タイムトライアル）
- ジャパンカップサイクルロードレース　優勝

### 2016年
- ブエルタ・ア・アンダルシア　総合3位
- ツール・ド・フランス　総合11位
- クラシカ・サンセバスティアン　優勝

### 2017年
- ブエルタ・ア・サンフアン　総合優勝
- ジロ・デ・イタリア 総合7位
- ツール・ド・フランス　区間優勝（第15ステージ）

### 2018年
- クラシカ・サンセバスティアン　2位
- ブエルタ・ア・エスパーニャ　 総合敢闘賞
- グラン・プレミオ・ブルーノ・ベゲッリ　優勝

### 2019年
- イル・ロンバルディア　優勝
- ジャパンカップサイクルロードレース　優勝

### 2021年
- ツール・デ・ザルプ＝マリティーム・エ・デュ・ヴァール  ポイント賞（第1ステージ優勝）
- トロフェオ・ライグエーリア 優勝
- ツール・ド・フランス　区間優勝 ＆ 敢闘賞（第14ステージ）

### 2022年
- オランダ選手権  優勝（個人タイムトライアル）